# Nagybudmér
Nagybudmér es un pueblo ubicado en el distrito de Bóly, en el condado de Baranya, Hungría.

## Superficie
Posee una superficie de 10,22 kilómetros cuadrados.

## Demografía
Hasta 2019 la población era de 148 habitantes, con una densidad de población de 14,48 habitantes por kilómetro cuadrado.